# Nageoire pectorale

Planche représentant l'anatomie externe du poisson.
Les nageoires pectorales portent le no 10.

Les nageoires pectorales sont situées de chaque côté du corps (nageoires paires) d'un poisson (en arrière de l'ouverture branchiale ou opercule) ou d'un cétacé (correspondent aux anciens membres de tétrapode).  Elles ont souvent l'aspect d'un éventail.  Chez les poissons primitifs, elles se trouvent à la partie inférieure du corps.

Planche représentant l'anatomie externe du cétacé.
Les nageoires pectorales portent le no 9.

Chez les raies, elles sont réunies en un disque et constituent l'essentiel de leur tissu musculaire.
Elles correspondent aux membres antérieurs ou supérieurs des vertébrés plus évolués.